# Dorfkirche Mittelpöllnitz

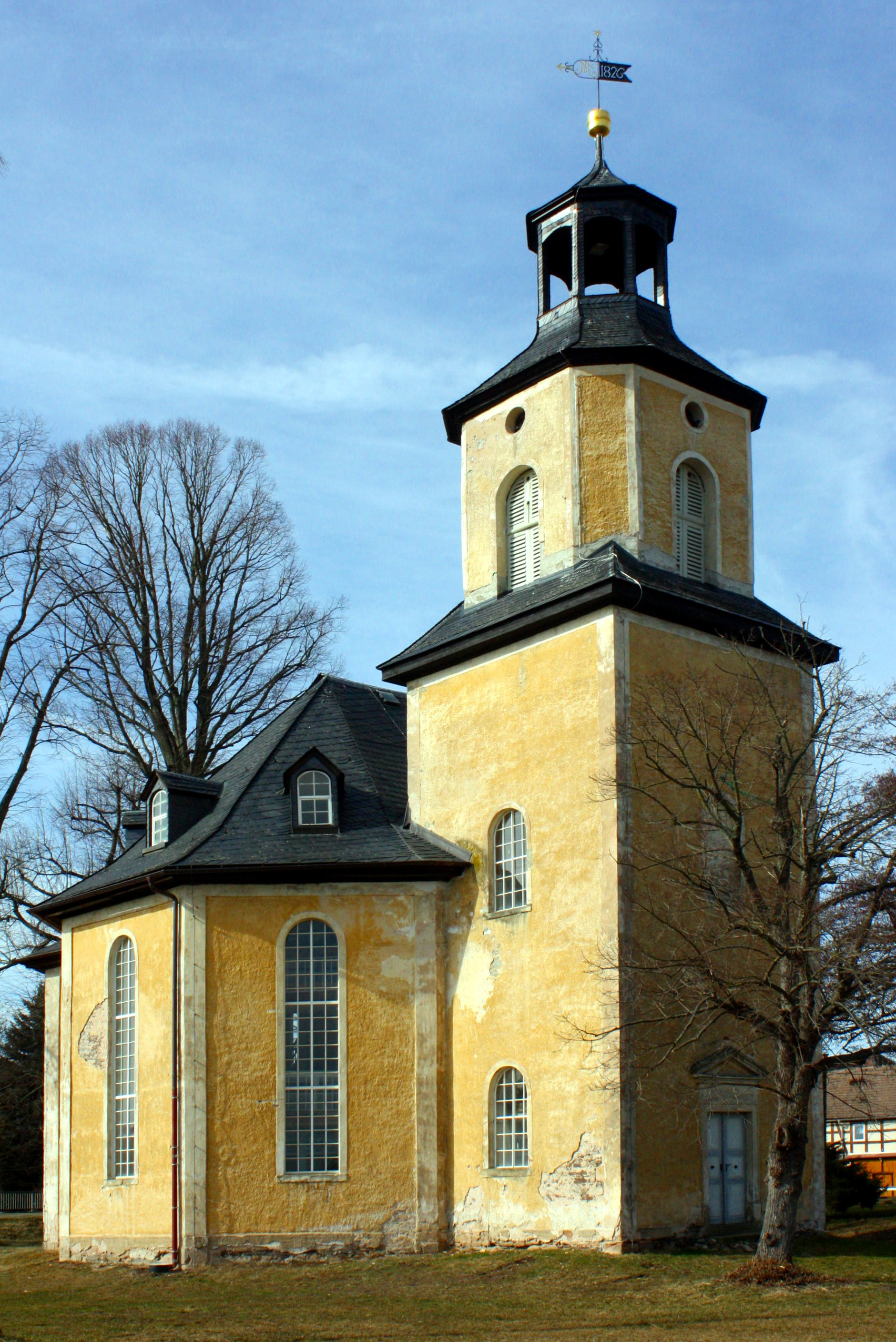
Dorfkirche Mittelpöllnitz

Die evangelisch-lutherische Dorfkirche Mittelpöllnitz steht in Mittelpöllnitz, einer Gemeinde im thüringischen Saale-Orla-Kreis. Die Kirchengemeinde Mittelpöllnitz gehört zum Pfarrbereich Pillingsdorf im Kirchenkreis Schleiz der Evangelischen Kirche in Mitteldeutschland.

## Geschichte
Die Kirche des Dorfes wurde 1639 im Dreißigjährigen Krieg verwüstet, 1684 wurde sie wieder aufgebaut. 1826 wurde das heutige Gebäude geschaffen. Eine größere Sanierung fand 1890 statt. Die Jahreszahl 1876 auf der Wetterfahne beweist jedoch, dass es auch vorher schon Erneuerungen gab.

## Beschreibung
Die Saalkirche wurde unter Mitwirkung von Clemens Wenzeslaus Coudray gebaut. Sie hat einen achteckigen Grundriss, im Westen einen rechteckigen Vorbau mit dem Foyer und im Osten einen Chorturm, der von dem Vorgängerbau stammt. Dafür spricht ein heute vermauertes spitzbogiges Fenster im Obergeschoss des Turms. Das darüber liegende Geschoss ist eingezogen, seine Ecken sind abgeschrägt. Hinter den Klangarkaden befindet sich der Glockenstuhl, in dem drei Gussstahlglocken von 1921 hängen. Die ursprünglichen Glocken mussten im 1. Weltkrieg abgegeben werden. Bedeckt ist der Turm mit einer offenen Laterne. Das Portal im Westen wird seitlich von Lisenen gerahmt und ist mit einem Tympanon bekrönt.
Der zentrale Innenraum, er erhält durch große Fenster viel Licht, hat zweigeschossige, umlaufende Emporen und wird von einem hölzernen Klostergewölbe überspannt. Ein Kronleuchter mit einer Christusfigur hängt im Zentrum. Die Sakristei, der ehemalige Chor, wird durch den schlichten Kanzelaltar abgetrennt. Der Raum dient heute auch als Winterkirche, wofür der Eingang im Osten wegfallen musste.
Die Orgel mit 10 Registern, verteilt auf ein Manual und einem Pedal wurde im 19. Jahrhundert von Poppe gebaut und um 1900 von Jehmlich überholt.